# Match de rugby Écosse - Angleterre (1871)
Vous lisez un « article de qualité » labellisé en 2022.
Pour les articles homonymes, voir Match de rugby à XV Angleterre - Écosse.
Le match opposant l'Écosse à l'Angleterre le 27 mars 1871 est le tout premier match international de rugby de l'histoire.
Apparu dans les années 1820 à la Rugby School, le rugby se développe dans toute l'Angleterre puis en Écosse à partir de 1854. Tandis que chaque club anglais établit ses propres règles — l'unification des règles de rugby football est un enjeu majeur du XIXe siècle —, les Écossais s'alignent assez rapidement, ce qui permet une meilleure cohésion. Les Anglais organisent un premier match Angleterre-Écosse, mais celui-ci n'est pas reconnu par les Écossais, leurs représentants étant des Londoniens n'ayant parfois que de très vagues liens avec l'Écosse. C'est ainsi que cinq capitaines écossais lancent un défi par voie de presse pour organiser un vrai match international.
Accepté, le match est joué à la Raeburn Place d'Édimbourg devant un stade plein d'environ 4 000 personnes. Le match est marqué par les différences d'interprétation des règles entre Anglais et Écossais et plusieurs essais refusés ou contestés. La première mi-temps se résume à une forte opposition d'avants qui débouche sur un score nul et vierge. Le premier essai international de l'histoire est inscrit en deuxième mi-temps par l'Écossais Angus Buchanan ; dans la foulée, William Cross le transforme et marque à cette occasion le premier but et donc le premier point international de l'histoire (seules les transformations, les drops et les buts après marque rapportent des points à cette époque). Côté anglais, le premier essai de l'histoire est inscrit par Reg Birkett, mais il n'est pas transformé. Le match s'achève sur le score de 1 à 0 pour l'Écosse, qui remporte ainsi le premier match international de l'histoire.
Ce match marque le début de la plus ancienne rivalité sportive internationale au monde, qui se sanctionne depuis 1879 lors de la Calcutta Cup — faisant de celle-ci le plus ancien trophée du rugby — et dont les confrontations annuelles se font désormais dans le cadre du Tournoi des Six Nations.
Il a aussi impulsé de nombreux changements de règles dans le but de les unifier et a accéléré le besoin de créer une fédération écossaise de rugby : la Scottish Football Union, qui s'est créée lors du troisième match entre les deux nations.

## Contexte historique

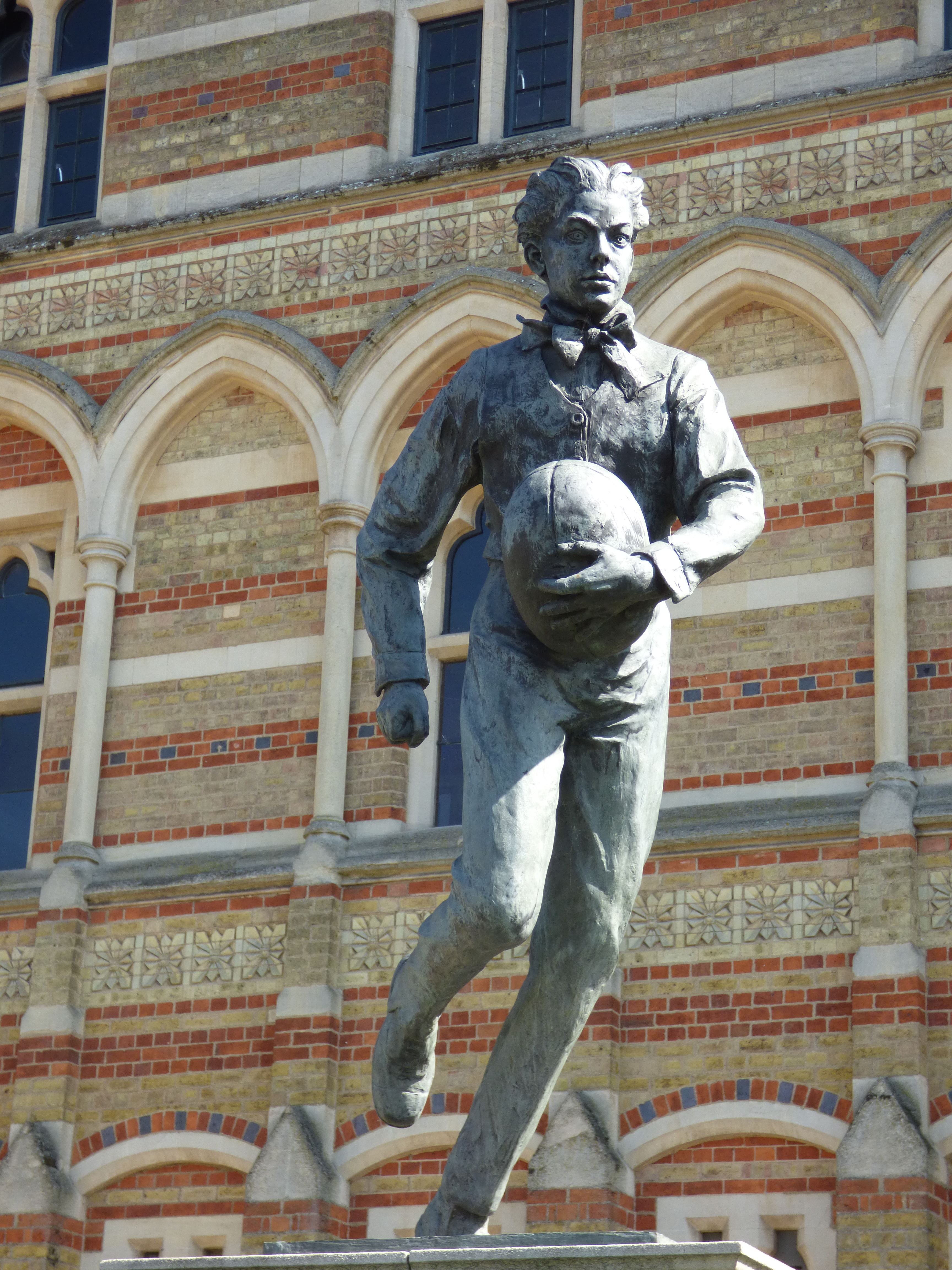
Statue de William Webb Ellis, à la Rugby School.

Dans un contexte de tensions sociales au sein des public schools, le sport est un bon exutoire pour les étudiants, et la plupart des écoles d'Angleterre et d'Écosse possèdent leur propre version du jeu de football. C'est ainsi que le rugby apparaît dans les années 1820, la légende voulant que William Webb Ellis, étudiant du lycée de la ville de Rugby, se soit emparé en novembre 1823 du ballon avec la main en plein match de football, alors que c'était strictement interdit, ce qui est considéré par beaucoup comme l'acte fondateur du rugby football,.
Lors des décennies suivantes, plusieurs variantes apparaissent dans différentes écoles et l'enjeu est d'uniformiser les règles à la manière des Lois du jeu ; les anciens élèves de Rugby parviennent à officialiser les premières règles, étant « plus profondément ancrés dans la mémoire de ce siècle de football que les anciens élèves de toutes [les] autres public schools réunies » et ayant écrit des règles avant toutes les autres écoles. Si cela permet un meilleur développement du jeu, les variantes existent toujours et d'intenses et clivants débats ont lieu sur le hacking (la possibilité de porter intentionnellement un coup de pied au tibia d'un joueur qui porte le ballon ou d'écrouler une mêlée ou un maul de la même manière,,), menant à une séparation des clubs pro et anti-hacking,, et in fine, pratiquement chaque club naissant dans le royaume crée sa propre variante.
Le rugby se développe à partir de 1850 au pays de Galles, au Lampeter College, en Irlande, au Trinity College, dont le club de l'université de Dublin, le Trinity Club, peut être considéré comme le plus ancien club de rugby encore actif du monde, et en Écosse, où le rugby est introduit en 1854 à l'Edinburgh Academy par les Écossais Francis et Alexander Crombie, étudiants de l'école de Durham,. Selon Richards, « des différences en termes de géographie et de culture ont fait que l'école écossaise s'est développée plus rapidement que l'anglaise ». En effet, tandis que les écoles anglaises ne s'affrontent pas beaucoup, préférant jouer leurs propres règles, et ce jusqu'à la fin des années 1890, les Écossais se concentrent autour des écoles d'Édimbourg et Glasgow, notamment l'Edinburgh Academy, l'école Loretto, l'école Merchiston Castle et le Fettes College, toutes quatre à Édimbourg,. N'ayant pas le bagage historique des écoles anglaises, elles sont moins attachées à des règles qui leur seraient propres et s'alignent assez rapidement. Ainsi, Hely Hutchinson Almond, directeur de l'école Loretto, est à l'origine de la création du Comité des écoles d'Édimbourg, qui codifie les règles communes en se basant sur celles de Rugby et les publie dans un ouvrage intitulé Green Book.
Tandis que le football et ses différents codes et variantes s'étendent et se multiplient de par l'ensemble des colonies britanniques, le rugby s'établit comme l'un des deux codes principaux en Angleterre et en Écosse et devient même celui qui est préféré par la majorité des Écossais,,.

## Le match

### Contexte du match

#### Genèse du match
Monsieur,
Parmi les joueurs de football écossais, le sentiment général prévaut que les qualités du football de notre vieux pays n'ont pas été correctement représentés lors du prétendu « match international de football ». Non pas que nous sous-estimions le très bon niveau des gentlemen qui représentèrent l'Écosse — ce point ayant été amplement vérifié par la solide résistance qu'ils opposèrent à leurs adversaires et par la courte défaite concédée sur le score de un à zéro — mais nous considérons que les règles du football-association en vertu desquelles ce match fut disputé ne sont pas de nature à autoriser la formation de la meilleure équipe d'Écosse possible.

À peu près tous les meilleurs clubs écossais pratiquent le football selon les règles de Rugby et n'ont pas la possibilité de jouer des matchs de football-association, quand bien même le souhaiteraient-ils. Nous considérons en conséquence qu'une rencontre disputée selon n'importe quelles autres règles que celles appliquées le plus généralement en Écosse, comme ce fut le cas lors du dernier match international, ne saurait aucunement rencontrer l'assentiment des joueurs de notre pays.

Néanmoins, pour vous être agréable, et soucieux de mesurer ce que l'Écosse est capable de faire contre une équipe anglaise, par la présente, nous, représentant les intérêts du football écossais, défions toute équipe, choisie dans l'Angleterre entière, de disputer contre nous un match à vingt contre vingt, selon les règles de Rugby, soit à Édimbourg, soit à Glasgow, le jour de cette saison qui conviendra aux joueurs anglais.

Considérons cette rencontre comme le match retour de celui disputé à Londres le 19 novembre ou, si cela est jugé préférable, qu'elle soit regardée comme un match sans lien avec le précédent.

Si ce défi vous agrée, nous vous promettons un accueil chaleureux et un match de première qualité.
Signé

A. H. Robertson, West of Scotland FC

F. J. Moncreiff, Edinburgh Academical FC

J. Hall Blyth, Merchistonian FC

J. W. Arthur, Glasgow Academical FC

J. H. Oatts, St Salvador FC, St Andrews
Le match résulte d'un défi publié dans l'hebdomadaire sportif londonien Bell's Weekly et dans le quotidien écossais The Scotsman le 8 décembre 1870 et signé par les capitaines de cinq clubs écossais, invitant toute équipe « sélectionnée dans toute l'Angleterre » à un match à 20 joueurs qui serait joué selon les règles de Rugby,,. Il fait suite à une première rencontre internationale s'étant tenue à The Oval trois semaines plus tôt, mais contestée par les Écossais qui ne s'estimaient pas représentés,,. Majoritairement ignoré, notamment par Charles Alcock, le secrétaire de la Football Association à qui la lettre est destinée, le défi est néanmoins accepté par Benjamin Burns par voie de presse, secrétaire écossais du club anglais Blackheath, l'un des plus anciens et influents clubs de Londres, qui mobilise d'autres clubs et commence à constituer une équipe,.
Dans la foulée, Burns et Edwin Ash, secrétaire de Richmond FC, organisent une réunion pour qu'« un code de règles puisse être adopté par tous les clubs qui professent jouer au jeu de Rugby ». Cette réunion entre  21 délégués de clubs se tient le 26 janvier 1871 au Pall Mall Restaurant de Charing Cross et voit la création en deux heures de la Rugby Football Union, qui deviendra la fédération anglaise de rugby à XV,,,. Celle-ci charge un comité de trois avocats et anciens joueurs de l'école de Rugby de la rédaction des lois du jeu, qui voit la suppression du hacking et des crocs-en-jambe, la conservation de la mêlée — qui n'est en fait pas encore abandonnée par la Football Association — et surtout l'instauration officielle de la possibilité d'attraper le ballon à la main après un arrêt de volée ou un premier rebond, de pouvoir courir avec et le passer à un coéquipier,.

#### Conditions du match
Le match se tient ainsi à Édimbourg, sur la Raeburn Place, le terrain de cricket des Edinburgh Academicals, le 27 mars 1871,,,. Le match ayant suscité un certain engouement, 4 000 personnes remplissent les travées du stade, le prix unique du billet étant de 1 shilling, soit environ 30 euros en 2016,,.
Le choix de ce terrain est destiné à favoriser les Écossais : en effet, ses dimensions de 120 yards sur 55 — soit 110 × 50 m — sont inférieures en largeur aux terrains d'Angleterre, ce qui empêche les Anglais de mettre à profit leur plus grande vélocité,. Selon les rapports de l'époque, le temps était « magnifique » et le gazon en excellent état.
L'équipe anglaise est entièrement vêtue de blanc, avec une rose rouge sur ses maillots, et les Écossais, de maillots bruns avec un chardon et des flanelles de cricket blanches,,,. Tous sont vêtus de chemises et de pantalons longs enfouis dans de hautes chaussettes.

#### Règles et arbitrage
Quand la Rugby Football Union est créée le 26 janvier 1871, elle a chargé une équipe d'avocats de la rédaction des règles officielles. Mais les progrès sont lents, et elles sont loin d’être terminées lorsque le match entre l'Écosse et l'Angleterre s'apprête à être joué,.
La configuration générale du match est établie sans discussion. Les matchs de cette saison sont décidés sur le nombre de buts marqués. Un but est accordé après une transformation réussie faisant suite à un essai (qui ne donne aucun point), pour un drop ou pour un but après marque. Chaque mi-temps est constituée de 50 minutes.
Cependant, comme les règles du rugby ne sont pas encore standardisées, elles sont sujettes à interprétation ; les deux capitaines doivent généralement se mettre d'accord avant le match, et souvent les règles locales sont privilégiées, ce qui est le cas ici,. Ainsi, les hôtes font plusieurs choix marquants : alors que le premier « schisme » du football a lieu en 1863 parce que des clubs anglais rejettent l'interdiction par la Football Association du hacking, les Écossais s'alignent sur les règles de l'école de Rugby mais interdisent cette action de jeu ; ils actent aussi l'impossibilité de saisir le ballon s'il roule au sol plutôt qu'après un rebond ; il est décidé qu'une touche doit être disputée à l'endroit où le ballon sort et non au niveau du dernier rebond du ballon ; et enfin, la transformation doit se taper au niveau de l'endroit où le ballon a été aplati,,,.

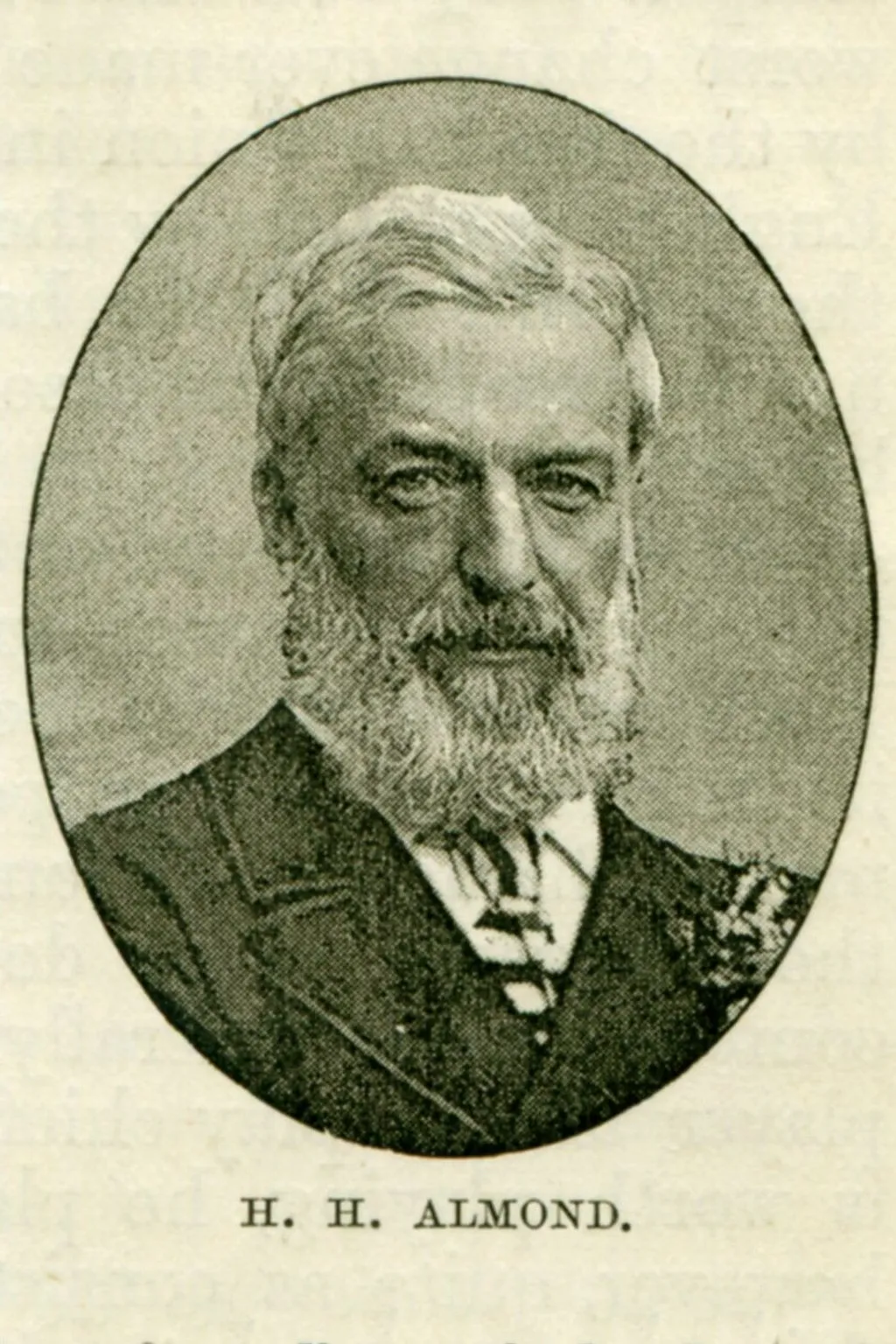
Hely Hutchinson Almond.

Les arbitres — appelés umpires (juges), à la mode du cricket — sont l'Écossais Hely Hutchinson Almond, directeur de l'école Loretto, et l'Anglais A. Ward. Jusqu'en 1869, il n'y avait pas d'arbitre : les capitaines discutaient des décisions à prendre. Après cette date, les arbitres sont désignés par chacun des capitaines, ce qui explique qu'il y ait un arbitre écossais et un autre anglais, ceux-ci devant prendre les décisions à l'unanimité,.

### Composition des équipes
Le match oppose deux équipes de vingt joueurs, dont quatorze avants (en anglais : forwards, notés ici « F ») côté écossais et treize côté anglais. Tandis que le format de compositions de quinze joueurs est envisagé, l'idée est abandonnée ; il faudra attendre encore cinq ans pour qu'il s'impose.
Les autres postes sont ceux de full back (équivalents au poste moderne d'arrière, ici noté « FB ») et de half back (équivalents aux postes modernes de « demis » : demi de mêlée et demi d'ouverture, ici noté « HB »). Les Anglais introduisent déjà le poste de three quarters (soit « trois-quarts », noté « 3Q », correspondant davantage en 1871 au poste de trois-quart centre — les autres trois-quarts modernes étant les ailiers. Selon un compte-rendu de Guillemard, le pack anglais pèse en moyenne 76,5 kg, et probablement la même masse côté écossais.
Il a été convenu que les joueurs des deux équipes devaient être nés dans leur pays d'origine. L'équipe représentant l'Écosse est menée par son capitaine Francis Moncreiff, qui évolue au Edinburgh Academical Football Club, et celle représentant l'Angleterre, arrivée l'avant-veille dans un train de troisième classe dont ils ont payés eux-mêmes le billet, est menée par Frederick Stokes de Blackheath Football Club,,. Avec dix joueurs sur vingt, celle-ci fait la part belle aux joueurs formés à Rugby. Le capitaine de la sélection anglaise jouit d'une grande réputation. Un portrait paru dans le Football Annual de 1871 le décrit ainsi :

« L'un des meilleurs et des plus brillants avants, étant toujours sur le ballon et faisant toujours d'excellentes courses. Il peut également jouer au poste de demi, est sûr au plaquage et est un excellent tireur de drop et de coup de pied placé. Un admirable capitaine et les nombreuses victoires de son club sont en grande partie dues à ses efforts. »

À noter qu'Andrew Galbraith Colville, bien qu'évoluant au Merchistonian FC, est un ancien joueur de Blackheath, et à ce titre, il a été invité à rejoindre la sélection d'Angleterre, qu'il a déclinée. Par ailleurs, John MacFarlane, qui évolue habituellement au poste de half-back dans son club d'Edinburgh University RFC, est aligné pour ce match comme forward. Le forfait de dernière minute de Francis Isherwood oblige l'Angleterre à titulariser un joueur écossais évoluant dans un club anglais, qui n'est autre que Benjamin Burns, le secrétaire de Blackheath qui a contribué à l'organisation de ce match,. Il devient ainsi le premier Écossais à jouer pour l'Angleterre. Né à Cork, en Irlande, Charles Arthur Crompton devient quant à lui le premier Irlandais à jouer pour l'Angleterre, et plus globalement le tout premier Irlandais à disputer un match international.
Les Écossais se présentent au match bien préparés, tant sur les aspects stratégiques que sur les aspects de préparation physique, Almond ayant proclamé, en tant que directeur d'école, son but de créer « une race d'hommes robustes, de tempérament actifs, à la circulation vive, aux sympathies viriles et à l'esprit exubérant », et qui soient naturellement plus enclins à l'humilité et à l'engagement. Le Merchistonian FC, célèbre pour le jeu structuré de ses avants, suit ces préceptes avec des entraînements draconiens et l'enseignement des sciences du sport. Tandis que les Écossais vont jusqu'à organiser deux rencontres de sélections à Édimbourg et Glasgow les 11 et 20 mars, ce qui génère beaucoup d'engouement local pour le match à venir, les Anglais — constitués de treize joueurs de Londres et de sa banlieue ainsi que de sept membres des clubs de Liverpool et Manchester — ne peuvent se préparer collectivement,. Certains s'entraînent néanmoins individuellement de façon très sérieuse, comme John Clayton, qui suit un programme athlétique et un régime alimentaire stricts « de viande de bœuf saignante et de bière »,.
Cependant, psychologiquement, le rapport est inversé : les Anglais pensent être les seuls à maîtriser le rugby football et donnent l'impression d'être plus costauds. De leur côté, les Écossais ne se présentent pas totalement sûrs d'eux. Bulldog Irvine écrit en 1892, dans Football: the Rugby Union Game : « Beaucoup d'entre nous ont abordé ce match avec une sorte de vague crainte que nos adversaires fassent preuve d'un type de jeu entièrement nouveau et qu'ils nous dépassent complètement. »
| Écosse FB William Brown (Glasgow Academicals) FB Thomas Chalmers (Glasgow Academicals) FB Alfred Clunies-Ross (University of St. Andrews) HB Thomas Marshall (Edinburgh Academicals) HB William Cross (Merchistonian FC) HB John Arthur (Glasgow Academicals) F Francis Moncreiff (Edinburgh Academicals) F Angus Buchanan (Royal HSFP) F Andrew Galbraith Colville (Merchistonian FC) F Daniel Drew (Glasgow Academicals) F William Forsyth (Edinburgh University) F James Finlay (Edinburgh Academicals) F Bulldog Irvine (Edinburgh Academicals) F William Lyall (Edinburgh Academicals) F James Mein (Edinburgh Academicals) F John MacFarlane (Edinburgh University) F Robert Munro (University of St. Andrews) F George Ritchie (Merchistonian FC) F Alexander Hamilton Robertson (West of Scotland) F John Shaw Thomson (Glasgow Academicals) |  |  | Angleterre Arthur Guillemard (West Kent) FB Richard Osborne (Manchester) FB Arthur Lyon (Liverpool) FB William MacLaren (Manchester) 3Q John Bentley (Gipsies FC) HB Frank Tobin (Liverpool) HB Joseph Green (West Kent) HB Reg Birkett (Clapham Rovers) F Benjamin Burns (Blackheath) F John Clayton (Liverpool) F Charles Arthur Crompton (Blackheath) F Alfred Davenport (Ravenscourt Park) F John Marshall Dugdale (Ravenscourt Park) F Arthur Gibson (Manchester) F Alfred Hamersley (Marlborough Nomads) F John Luscombe (Gipsies FC) F Charles Sherrard (Blackheath) F Frederick Stokes (Blackheath) F Dawson Turner (Richmond) F Henry Turner (Manchester) F |

### Résumé
Actions saillantes :

1. Buchanan : essai
2. Cross : transformation (1 but)
3. Birkett : essai, non transformé
4. Cross : essai, non transformé

Arbitres :
- Hely Hutchinson Almond,
- A. Ward

#### Première mi-temps
Les deux équipes entrent sur le terrain peu avant 15 heures, puis les Écossais tapent le coup d'envoi, bénéficiant d'un léger vent favorable de nord-est.
Le 28 mars 1871, un compte-rendu du match est publié dans le Glasgow Herald en ces termes :

« Ce grand match de football a été joué hier, sur l'Academy Cricket Ground, à Edimbourg, avec un résultat très satisfaisant pour l'Écosse. Le temps était beau et les spectateurs étaient très nombreux. Les concurrents étaient habillés en costume approprié, les Anglais portant un maillot blanc, orné d'une rose rouge, et les Écossais un maillot marron, avec un chardon. Bien que les bons vœux des spectateurs se soient portés sur l'équipe écossaise, on a estimé que ses chances étaient faibles. La différence entre les deux équipes était très marquée, les Anglais étant beaucoup plus lourds et plus forts que leurs adversaires. Le match a commencé peu après trois heures, les Écossais ont donné le coup d'envoi, et pendant un certain temps, aucune des deux équipes n'a eu l'avantage. Les Écossais, cependant, ont réussi à conduire le ballon près du but anglais, et, en avançant splendidement, l'ont finalement mis dans l'embut de leurs adversaires, qui, cependant, ont empêché tout dommage en aplatissant intelligemment. Ce résultat a échauffé les Anglais et, malgré une énorme opposition, ils se sont approchés du but écossais et ont botté le ballon pour le dépasser, mais il a été habilement aplati par la défense et ils n'en ont tiré aucun avantage. Ainsi se terminent les 50 premières minutes, et les équipes changent de côté. »

Le début du match est assez équilibré, jusqu'à ce que l'Écossais Alfred Clunies-Ross tente un drop, qui passe à côté. William Cross s'approche de la ligne anglaise, permettant à son équipe de passer la ligne grâce à un maul, mais les deux équipes revendiquant d'avoir aplati, l'essai est refusé.
Lors de l'une des meilleures courses du match, l'Anglais Joseph Green est accusé d'avoir ramassé le ballon alors qu'il n'avait pas rebondi, contrevenant à l'une des règles établies avant le match. Sur le renvoi, l'avant écossais James Finlay reçoit le ballon et passe en revue la défense anglaise, jusqu'à ce que Richard Osborne ne le rattrape et lui assène une violente charge qui laisse les deux protagonistes ainsi que les spectateurs sans le souffle un instant,,.
En cours de match, la tension monte et la tentation est grande : les joueurs des deux camps demandent l'autorisation de réutiliser le hacking. Mais M. Almond menace de quitter le terrain si les joueurs s'y adonnent ; le match se poursuit normalement,,,.
Selon Aymond et Habib, la première période se résume principalement à une « intense bataille d'avants », dans laquelle sont tout de même à signaler l'essai refusé aux Écossais, le drop manqué et surtout deux tentatives anglaises de coup de pied par Henry Turner et William MacLaren.

#### Deuxième mi-temps
L'Angleterre donne le coup d'envoi. « Pendant un temps considérable après le changement, le ballon était envoyé d'un côté à l'autre, et les arrières avaient plus de travail à faire », selon le compte rendu du Glasgow Herald. Les Écossais se montrent néanmoins plus dangereux « grâce à quelques courses heureuses », dont celle du capitaine Francis Moncreiff, qui part en dribbling dans la défense anglaise pour ce qui est qualifié d'une des plus belles actions de l’après-midi par le reporter du Scotsman, jusqu'à ce qu'il soit arrêté près de la ligne d’en-but. Dans la continuité, ils « [parviennent] à atteindre les limites du terrain anglais et [tentent] de passer la ligne » grâce à George Ritchie, poussé par « une demi-douzaine de joueurs », sous les hourras du public,,,. Cependant, « les Anglais s'opposent vigoureusement à cette tentative » : un joueur anglais prétend en effet avoir aplati le ballon avant Ritchie — ce que réfutera ce dernier toute sa vie — et les arbitres refusent à nouveau l'essai,,.

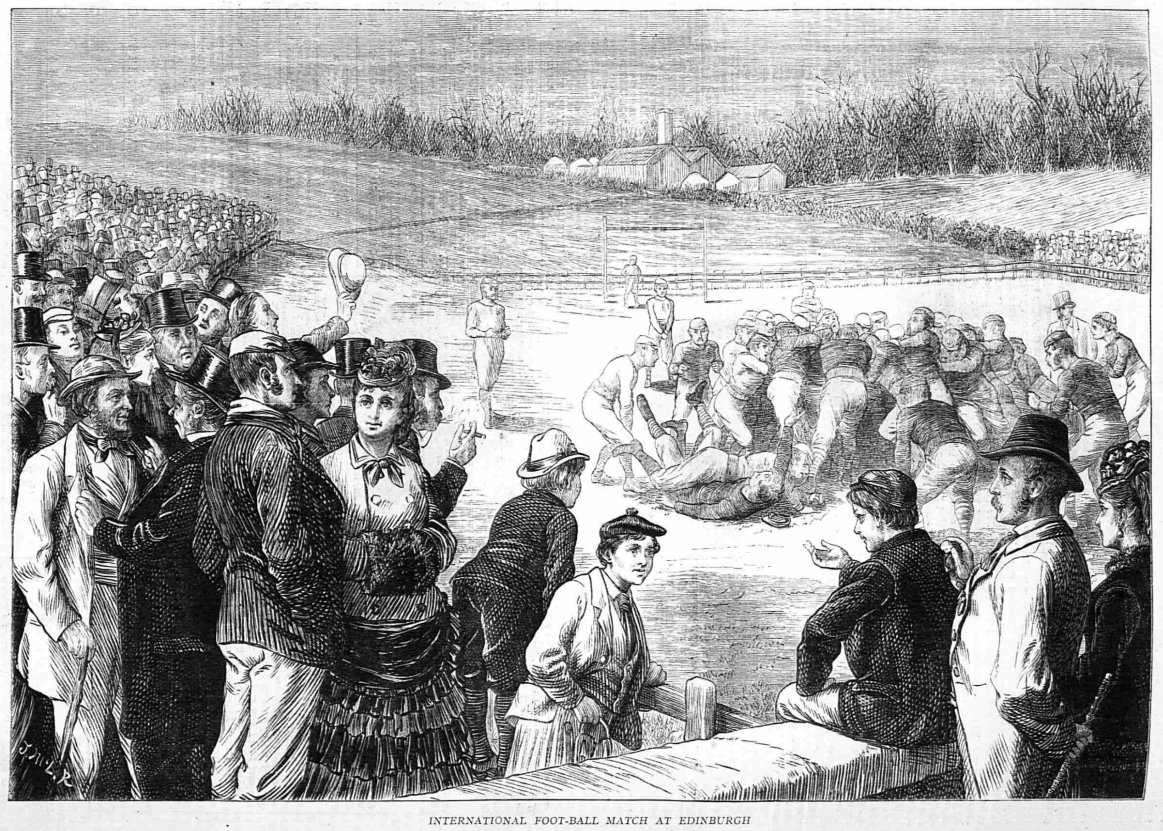
Illustration de John Ralston publiée le 22 avril 1871 dans le Illustrated Newspaper. On constate que la foule est constituée de spectateurs de classe moyenne dont l'attention n'est pas totalement portée sur le match. Celui-ci, représenté en arrière plan, semble confus, avec une mêlée qui mobilise de nombreux joueurs.

Tandis que « pendant un certain temps, la lutte est terrible », les Écossais continuent à dominer. Grâce à un ballon porté qui fait suite à une mêlée à cinq yards de la ligne d'en-but, les avants calédoniens passent la ligne et Angus Buchanan aplatit le ballon,, ce qui n'est pas autorisé selon les règles anglaises. Malgré de « véhémentes » protestations anglaises, les arbitres valident l'action et les Écossais obtiennent enfin le droit à un « essai », c'est-à-dire qu'il peuvent essayer de marquer un but au moyen de ce qu'on appellera une transformation. Le premier essai international de l'histoire « a été accueilli avec des acclamations, qui ont été renouvelées plus chaleureusement lorsque Cross, à qui le « coup d'envoi » a été confié, a marqué un beau but » depuis le bord de touche, permettant ainsi à l'Écosse de mener 1 à 0,. Selon Aymond et Habib, ce premier point est mérité pour les avants écossais, même si la décision arbitrale a fait polémique : l'arbitre écossais de la rencontre expliquera quelques années plus tard que malgré ses doutes sur l'essai, il a appliqué un principe encore en vigueur de nos jours : « l'arbitre a toujours raison », en sanctionnant des Anglais trop bruyants.
Les Anglais réagissent à « cette défaite » et « redoublent d'efforts, en faisant circuler le ballon à travers le terrain » : les demis Frank Tobin et Joseph Green font étalage de leur technique et de leur vitesse,. Cependant, la défense écossaise, aidée par l'étroitesse du terrain qui empêche les Anglais de « donner la pleine mesure de leur agilité », est « féroce » et Green doit être évacué du terrain à la suite d'un placage de Thomas Chalmers, laissant les Anglais à 19 jusqu'à la fin du match.

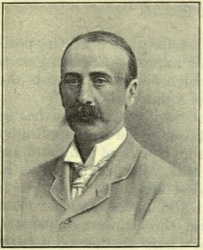
Frederick Stokes dans un ouvrage de 1892.

L'Angleterre n'abdique pas et, sur un renvoi écossais, un Anglais récupère le ballon et le passe à Reg Birkett, qui longe la ligne de touche et inscrit le premier essai international anglais de l'histoire. « Malheureusement, l'homme qui a donné le « coup d'envoi » [Frederick Stokes] n'a pas suffisamment pris en compte le vent et le coup de pied a été trop court », manquant l'opportunité de ramener l'Angleterre à égalité un partout,,.
Les Anglais marquent le coup et subissent la domination écossaise jusqu'à la fin du match. Sur le renvoi, à la suite d'une course à travers les lignes anglaises, Thomas Chalmers s'approche des buts et tente un drop ; le drop est réussi mais refusé, son auteur ayant mis le pied en touche lors de sa course.
Quoique devenus « plus prudents », les Écossais insistent avec leur pack et peu avant la fin du match, un lancer en touche trouve John Arthur. Il ne parvient pas à se saisir correctement du ballon et commet un en-avant sur la ligne d'essai anglaise, mais Cross, qui a suivi, tombe sur le ballon et aplatit dans l'en-but. Cette action est à nouveau très polémique : selon les règles écossaises, cet essai doit être validé au motif que l'en-avant n'est pas volontaire, ce qui n'est pas le cas dans les règles anglaises,,. L'arbitre finit par accorder l'essai, suivant la règle en vigueur localement. La transformation ayant été ratée par Cross, ce désagrément n'a cependant aucune conséquence,.
Le match se termine quelques minutes plus tard sur le score d'un but à zéro, scellant la victoire écossaise dans ce premier match international de l'histoire. Les Écossais accompagnent la sortie des Anglais d'une haie d'honneur et les deux équipes se retrouvent lors du buffet d'après-match, une prémisse de la troisième mi-temps.

### Réactions et analyse

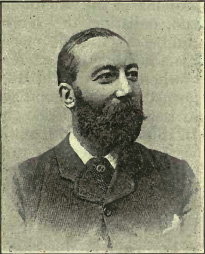
Arthur Guillemard dans un ouvrage de 1892.

L'avant anglais John Clayton attribue quelques années plus tard les raisons de la défaite à l’absence de vécu commun des Anglais, la plupart d'entre eux s'étant rencontrés pour la première fois dans les vestiaires avant le match. L'arrière Arthur Guillemard abonde dans ce sens : « le match a été très disputé jusqu'à la mi-temps, après laquelle les combinaisons des Écossais, qui se connaissaient par cœur, et leur meilleur entraînement ont commencé à assurer leur succès. » Après avoir souligné que les demis Green, Tobin et Cross ont été « splendides derrière la mêlée », il concède que les avants écossais avaient été beaucoup plus rapides et mieux entraînés que leurs homologues anglais,. Ce constat est également retranscrit dans le Football Annual, qui définit le jeu écossais comme ayant 

« une grande vivacité et une grande liberté. En Angleterre, un match se résume très souvent à une série de marques et de mêlées, alors qu'en Écosse, grâce à une attention stricte à la règle du « have it down » [poser le ballon par terre après avoir été plaqué], le jeu est beaucoup plus libre et le ballon reste en l'air et sur le terrain. »

L'Angleterre a par ailleurs dû faire face à un problème tactique : les clubs anglais ont l'habitude d'utiliser le hacking, en ne se contentant pas de frapper pour faire mal, mais pour effondrer les mêlées, qui n'étaient devenues pendant ce match que des « bousculades de longue haleine, les joueurs se rejoignant par deux, donnant l'impression d'être « une chenille dont le dernier repas est resté à mi-chemin » », face auxquelles ils n'ont pas trouvé de solution,.
Le premier essai marqué par les Écossais — qui a abouti à l'unique but du match — a été vigoureusement contesté par les Anglais sur le terrain et après le match. L'arbitre écossais du match a déclaré plus tard :

« Permettez-moi ici de faire une confession personnelle. J'étais arbitre et je ne sais pas encore aujourd'hui si la décision qui a donné à l'Écosse l'essai à partir duquel le but gagnant a été botté était correcte en fait. Le ballon avait certainement été emmené par la mêlée jusqu'à passer la ligne d'en-but par l'Écosse et aplati en premier par un Écossais. L'essai, cependant, a été contesté avec véhémence par l'équipe anglaise, mais je n'ai pas pu découvrir sur quelle base. Je dois dire, cependant, que lorsqu'un arbitre a un doute, je pense qu'il est justifié de décider contre l'équipe qui fait le plus de bruit. Ils sont probablement dans l'erreur. »

## Conséquences et postérité

### Le terreau de la plus longue rivalité de l'histoire du rugby

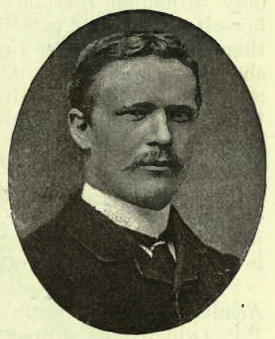
Bulldog Irvine dans un ouvrage de 1892.

Selon Williamson, les Anglais repartent de ce déplacement en Écosse « humiliés », car ils ignoraient que le rugby était aussi développé dans ce pays — il l'était alors davantage que le football,,. Le joueur écossais Bulldog Irvine raconte en 1892 que 

« Chaque camp avait fait une découverte : nous, que nos adversaires étaient des êtres de chair et de sang comme nous, et qu'ils pouvaient être malmenés, plaqués et frappés comme d'autres hommes ; eux, que dans ce pays du Grand Nord, il existait des joueurs de rugby capables de malmener, plaquer et jouer avec les meilleurs d'entre eux. »

En Écosse, la victoire est célébrée avec enthousiasme et le ballon du match a été exposé dans la vitrine d'un magasin d'Édimbourg plusieurs semaines,. Selon Collins, il symbolise le rôle de ce match dans l'introduction du rugby dans la culture écossaise : le sport est devenu l'un des traits distinctifs de l'identité nationale, très important à une époque où l'Écosse s'assimile fortement au reste de la Grande-Bretagne, succombant à l'influence de la culture anglaise et profitant de l'importance politique de Londres. Irvine raconte que « l'hiver 1871-1872 a vu le rugby connaître une activité qu'il n'avait jamais connue auparavant », principalement au sein de la classe moyenne, aussi bien en Écosse qu'en Angleterre, quoique décontenancée par sa défaite,.
La Rugby Football Union se montre néanmoins « satisfaite de l'expérience malgré la défaite » et propose aux Écossais de mettre en place une rencontre annuelle entre les deux pays, qui serait jouée tour à tour en Angleterre et en Écosse. Le deuxième match a ainsi lieu au Kennington Oval de Londres le 5 février 1872 et voit l'Angleterre l'emporter 2 à 1 (3 essais à 0),. Le troisième match, joué à Hamilton Crescent de Glasgow le 3 mars 1873 et qui s'achève sur un score nul et vierge, est surtout suivi le soir même d'une réunion à la Glasgow Academy visant à créer une union (ou fédération) en Écosse, et c'est ainsi qu'est créée la Scottish Football Union,. Cette confrontation entre deux nations est la seule jusqu'en 1875 et l'arrivée de l'Irlande.

### De la Calcutta Cup au Tournoi des Six Nations

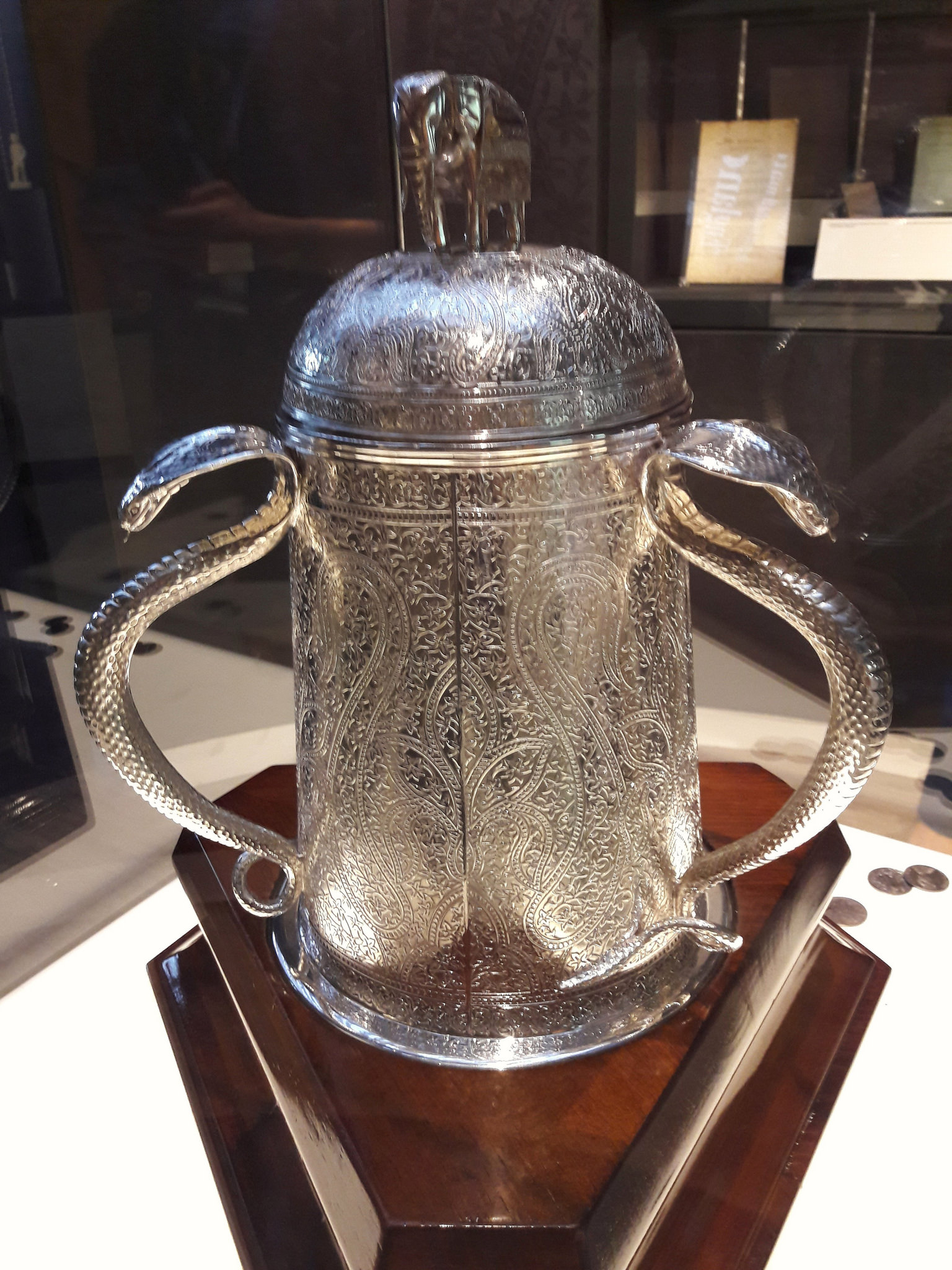
La Calcutta Cup, exposée au stade de Twickenham, à Londres, en 2018.

Le jour de Noël 1872, un match de rugby oppose à Calcutta, en Inde, une équipe de 20 joueurs anglais et une équipe de 20 joueurs originaires du pays de Galles, d'Écosse et d'Irlande. Le Calcutta Football Club est ainsi créé et affilié à la Rugby Football Union (RFU) en 1874, mais tandis que le rugby est peu à peu abandonné à cause du climat peu propice, les membres du club créent une coupe qu'ils remettent à la RFU en 1878, avec la consigne de la faire disputer de façon annuelle. La RFU refuse de faire de la Calcutta Cup une compétition, considérant que cet esprit va à l'encontre de l'idéal de l'amateurisme, alors elle décide que le trophée serait remis au vainqueur d'un match annuel entre l'Angleterre et l'Écosse, qui la conserverait pendant un an. De ce fait, la première rencontre en 1879 entre ces deux nations donne à la Calcutta Cup son statut de « plus vieux trophée de la planète rugby », étant de plus toujours en vigueur aujourd'hui,.
Par la suite, Anglais et Écossais poursuivent leur rencontre annuelle dans le cadre du Home Nations Championship, qui réunit ces deux nations ainsi que le pays de Galles et l'Irlande pour la première fois en 1882-1883. Cette compétition, également connue comme « Tournoi britannique », deviendra le Tournoi des Cinq Nations en 1910 avec l'intégration de la France puis le Tournoi des Six Nations en 2000 avec celle de l'Italie. La Calcutta Cup est ainsi remise tous les ans dans le cadre de cette compétition, avec seulement cinq interruptions : d'abord, les éditions 1885, 1888 et 1889 sont inachevées à cause de disputes entre les fédérations ; puis il y a deux longues interruptions dues aux guerres mondiales, entre 1915 et 1919 puis entre 1940 et 1946.

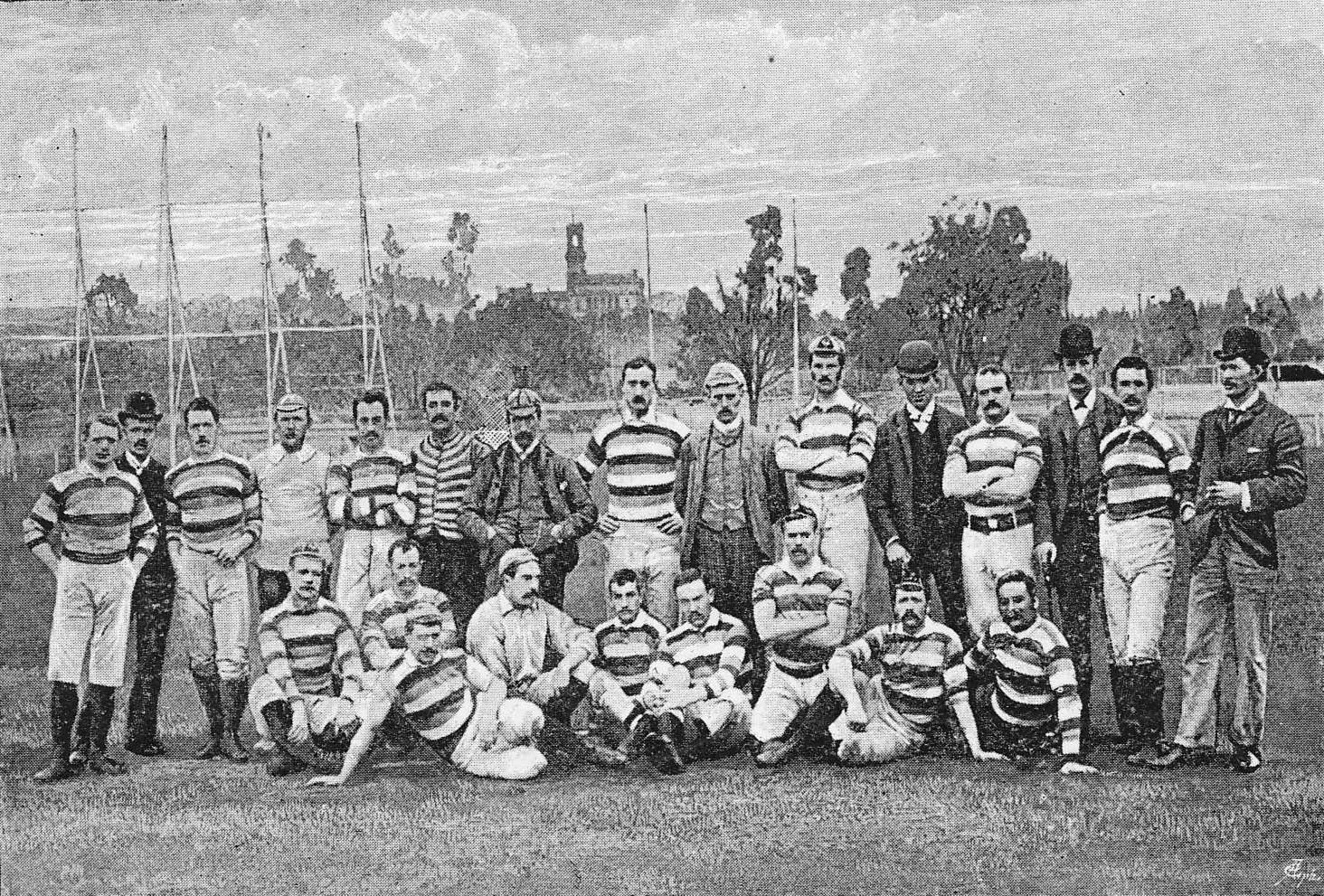
Photographie de groupe de l'équipe britannique lors de la tournée de 1888, formée principalement de joueurs anglais et écossais, qui sera retenue comme la première de l'histoire des Lions britanniques et irlandais.

En 1888, une sélection de joueurs britanniques, principalement constituée de joueurs d'Angleterre et d'Écosse, est formée afin de réaliser une tournée dans l'hémisphère sud pendant plusieurs mois, jouant plusieurs matchs suivant les règles de Rugby, ainsi qu'en retour quelques-uns d'après les règles australiennes. L'année suivante, la sélection rassemble pour la première fois des joueurs des quatre Home Nations, d'Angleterre, d'Écosse, du pays de Galles et d'Irlande ; l'équipe est encore connue en tant qu' « English football team », soit l'équipe anglaise de football, malgré le caractère cosmopolite de la sélection. Ces deux événements sportifs seront rétroactivement considérés comme les deux premières tournées de l'équipe qui sera par la suite connue sous le nom de Lions britanniques,. Durant son histoire, la sélection britannique effectue des tournées régulières en Afrique du Sud, en Australie, et en Nouvelle-Zélande. Malgré les rivalités entre nations britanniques, être appelé à revêtir le maillot des Lions relève d'un grand honneur pour les joueurs.
Lors du Tournoi des Cinq Nations 1921, au cours duquel l'Angleterre remporte son troisième Grand Chelem, le match Écosse-Angleterre à Inverleith (Édimbourg) est l'occasion pour les fédérations anglaise et écossaise de rugby de célébrer le jubilé du premier match international de 1871. De nombreux joueurs encore vivants sont invités au match et aux célébrations.
Dans les années 1980, le contexte socio-économique est très tendu entre l'Angleterre et l'Écosse, les indépendantistes écossais s'opposant aux politiques économiques libérales de Margaret Thatcher. Ainsi, à l'occasion du Tournoi des Cinq Nations 1990, l'Écosse rejette pour la première fois l'hymne officiel du Royaume-Uni, God Save the Queen, et étrenne un nouvel hymne qui s'oppose explicitement aux Anglais : Flower of Scotland.
La rivalité demeure égale au XXIe siècle, et la confrontation entre les deux pays — appelés Auld Enemies (anciens ennemis) — est toujours l'une des plus attendues de l'année,, y compris par les protagonistes. Gregor Townsend, grand joueur écossais des années 1990-2000, confirme la valeur de cette rencontre : « C’est notre plus grand match chaque année, pour nos joueurs, mais aussi pour tout notre peuple. »

### Célébration des 150 ans du match
Le 6 février 2021, à l'occasion de la première journée du Tournoi des Six Nations 2021, l'Angleterre et l'Écosse s'affrontent à Twickenham et célèbrent le 150e anniversaire de leur première confrontation en 1871. À cette occasion, les Anglais portent un maillot vintage reprenant les codes du maillot de 1871 ; les Écossais portent chacun le nom de l'un des joueurs ayant participé à ce premier match sur leur maillot, ainsi le capitaine de 2021 Stuart Hogg a porté celui de 1871 Francis Moncreiff.
Plusieurs activités sont organisées, comme des œuvres d'art commémoratives, une campagne sur les réseaux sociaux qui retrace l'évolution du rugby en Angleterre, un livre commémoratif ainsi que divers partenariats commerciaux.
La production d'un documentaire est à cette occasion lancée pour une sortie en Écosse et sur des plateformes de streaming : The Great Game. Long d'une heure, il raconte l'histoire de ce match, explique combien celui-ci a changé la face du sport et met aussi en évidence l'histoire du Raeburn Place, théâtre des événements. Il est destiné à prendre une place centrale dans le Museum of International Rugby, en cours de construction au Raeburn Place,.
Le président de la fédération anglaise de rugby à XV (RFU), Jeff Blackett, a déclaré être « extrêmement fier d'être le président de la Rugby Football Union à l'occasion [du] 150e anniversaire », mettant en avant la richesse de l'histoire du rugby anglais et de la RFU rendue possible grâce au travail de la « communauté du rugby dans tout le pays » et dédie ce match en l'honneur de ses bénévoles. Il ajoute que « les récents défis ont mis en lumière l'esprit et la force de l'union de rugby, mais le jeu communautaire est plus qu'un jeu, c'est un réseau, c'est une famille, un mode de vie et il continuera à prospérer à travers l'Angleterre pour les 150 prochaines années et au-delà ».
Sur le terrain, l'Écosse l'emporte 6 à 11 en gagnant à Twickenham pour la première fois depuis 1983 à la surprise générale,.

« Avec le bénéfice de la perspective historique, on peut dire que le noyau de toute la structure d'un sport international est né de la vision d'un groupe d'Écossais qui voulaient simplement jouer au rugby. »

— Alex Gordon, « The first international rugby match », 2013.

### Évolutions
Les tout premiers internationaux et le match de 1871 en particulier ont donné l'impulsion à la réglementation et à la normalisation du sport,.
Le problème des mêlées interminables constatées lors de ce match, notamment, a perduré quelques années mais a été moteur pour changer les règles — ou intégrer plus largement des règles locales déjà existantes —, le plus important étant la réduction du nombre de joueurs dans chaque équipe. En effet, les Écossais ont réduit le nombre d'avants de leurs équipes, faisant passer les effectifs de 20 à 15 joueurs — ce qui est la configuration actuelle du rugby à XV. Cette initiative a été acceptée par la RFU et implémentée pour la saison 1876-1877. Les espaces ainsi ouverts pour les arrières, a fortiori s'ils se faisaient des passes (les passes à la main n'étaient pas acceptées partout), ont révolutionné le jeu, au point qu'en 1877, on accordait une meilleure reconnaissance au jeu de mouvement en donnant plus d'importance aux essais marqués : en cas de match nul, le nombre d'essais marqués permettait de déterminer le vainqueur. Une autre règle déterminante est celle de devoir poser le ballon par terre une fois que le joueur est plaqué, ce qui permet de ne pas « enterrer » le ballon et de donner de la continuité au jeu. Bien que non adoptés universellement au début, ces changements ont été bien accueillis par les observateurs, qui estiment que « l'ancien style de jeu décousu des avants a été, en règle générale, perdu de vue, et [qu’]un système plus vigoureux a été adopté à sa place. »
Le joueur écossais John MacFarlane, aligné comme avant mais jouant habituellement demi, « restera dans l'histoire comme un des tout premiers joueurs à adopter avec bonheur la technique consistant à passer son ballon juste avant d'être plaqué », ce qui « constitue une innovation importante à cette époque où l'on se contente bien souvent de courir le plus loin possible avant d'être mis à terre ou de se faire arracher le ballon des mains ».

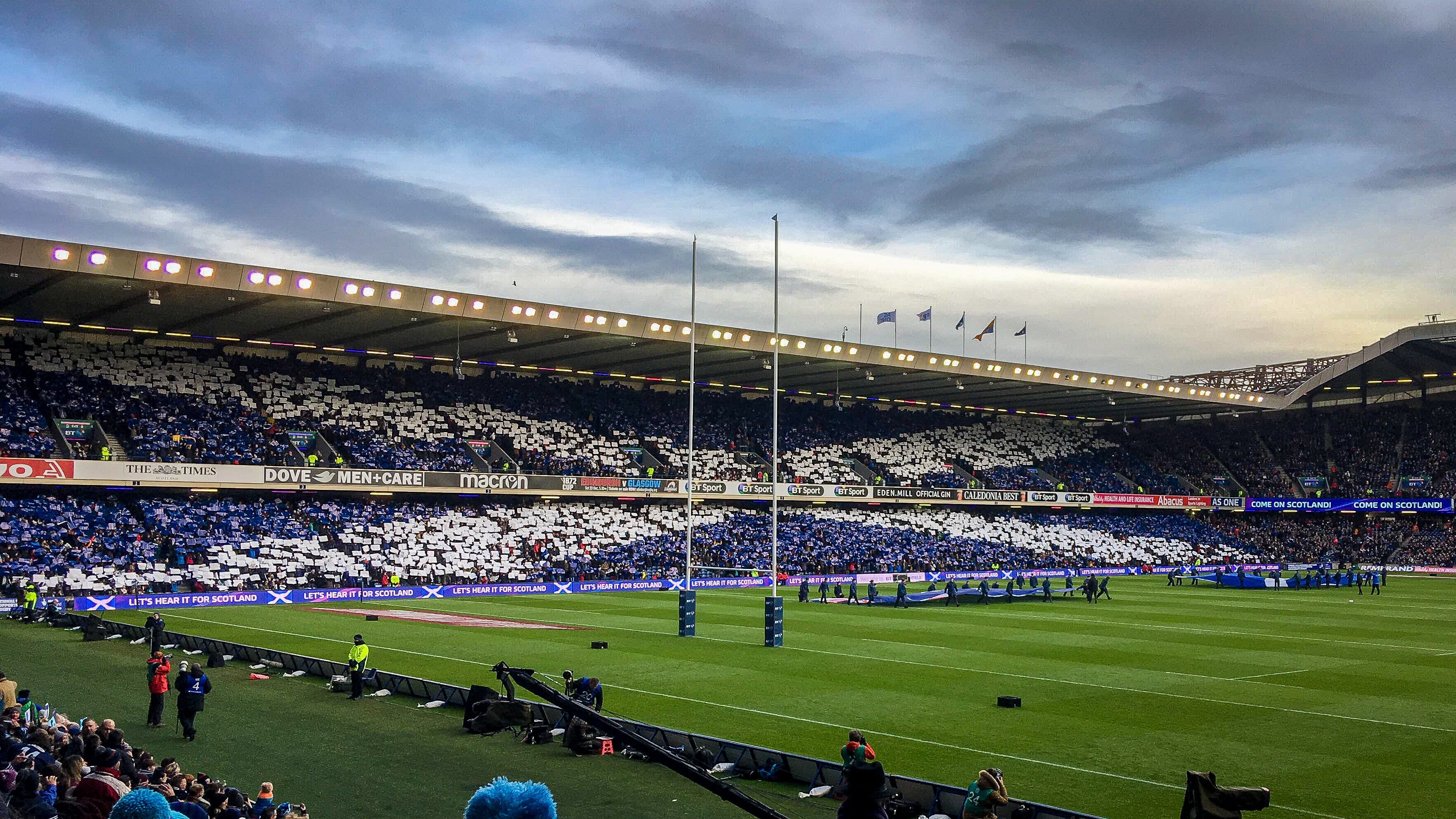
Le Murrayfield Stadium, antre de l'équipe d'Écosse de rugby à XV, en 2017.

Le fait de jouer ses matchs internationaux sur des terrains de cricket posait des problèmes à la fédération écossaise de rugby, mais aussi aux clubs de cricket qui accueillaient ces matchs. Les premiers se plaignaient de l'utilisation des terrains le matin même des matchs, ce qui les dégradait, ainsi que des prix de location ; les seconds se plaignaient de devoir payer pour assister au match ainsi que du fait que les spectateurs envahissaient les terrains à l'issue des matchs et que des tribunes temporaires étaient installées. Après le refus du club de Raeburn Place de louer son terrain en 1895, la fédération a dû trouver d'autres lieux pour jouer et a finalement fait construire en 1897 le tout premier terrain de rugby international de l'histoire, dans le quartier d'Inverleith, à Édimbourg. Le terrain actuellement utilisé par l'équipe nationale écossaise, le Murrayfield Stadium, a été acheté en 1922 au club de polo qui l'occupait.

« Le rugby lui-même a changé de manière spectaculaire depuis cette première rencontre internationale, mais c'est ici que les graines ont été semées pour l'avenir du sport dans son ensemble, et le jeu que nous apprécions aujourd'hui. »

— Edward Kerr, « 1871: The First International », 2017.